# Medaliści igrzysk olimpijskich w badmintonie

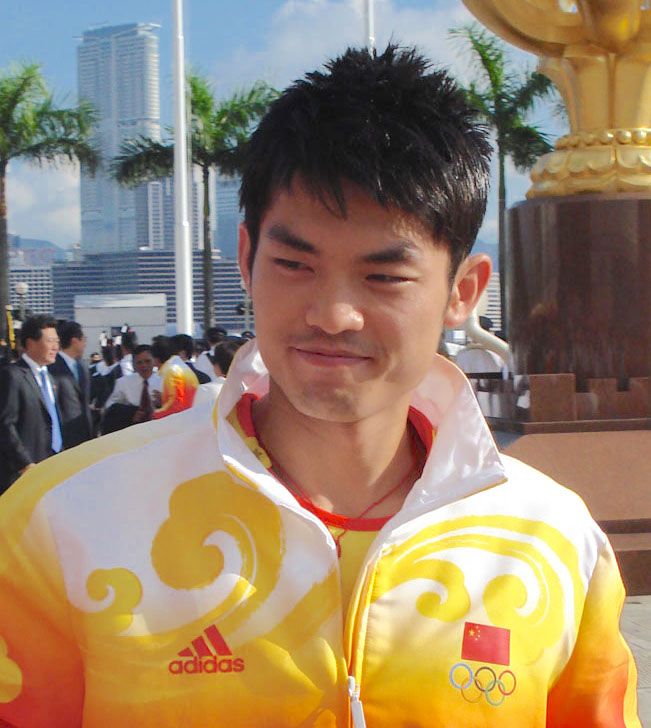
Lin Dan – dwukrotny mistrz olimpijski w badmintonie

Medaliści igrzysk olimpijskich w badmintonie – lista zawodników, którzy przynajmniej raz stanęli na podium zawodów olimpijskich w badmintonie.
Badminton zadebiutował na letnich igrzyskach olimpijskich w 1972 roku podczas igrzysk w Monachium jako dyscyplina pokazowa. Jako pełnoprawna dyscyplina znajduje się w programie olimpijskim od 1992 roku, czyli od igrzysk w Barcelonie. Rozegrano wówczas cztery konkurencje – grę pojedynczą i podwójną kobiet i mężczyzn. Począwszy od turnieju w Atlancie w 1996 roku przeprowadzana jest również rywalizacja par mieszanych.
Najwięcej medali olimpijskich w badmintonie zdobyli zawodnicy z Chińskiej Republiki Ludowej. W ich dorobku są 52 medale – 22 złote, 15 srebrnych i 15 brązowych. Chińczycy zdobyli złoto olimpijskie w każdej konkurencji w badmintonie. Drugie miejsce w klasyfikacji medalowej zajmuje Indonezja (22 medale – 8 złotych, 6 srebrnych i 8 brązowych), a trzecie Korea Południowa (również 22 medale – 7 złotych, 8 srebrnych i 7 brązowych).
Najbardziej utytułowaną zawodniczką jest Chinka Gao Ling, która zdobyła dwa złote, jeden srebrny i jeden brązowy medal. Jest również zdobywczynią największej liczby medali (cztery). Wśród mężczyzn pierwsze miejsce w indywidualnej klasyfikacji medalowej zajmuje Chińczyk Fu Haifeng z dorobkiem dwóch złotych i jednego srebrnego medalu. Razem z trzema innymi zawodnikami (Viktor Axelsen, Kim Dong-moon i Zhang Nan) ma najwięcej medali (po trzy).
Podczas pierwszych oficjalnych zawodów olimpijskich (1992) przyznano brązowy medal wszystkim przegranym w półfinałach.

## Medaliści chronologicznie

### Gra pojedyncza kobiet
W poniższej tabeli przedstawiono wszystkie medalistki igrzysk olimpijskich w grze pojedynczej kobiet w latach 1992–2024.
| Rok i miejsce        |                  | Złoto          |                  | Srebro                 |              | Brąz                     | Źr.    |
| -------------------- | ---------------- | -------------- | ---------------- | ---------------------- | ------------ | ------------------------ | ------ |
| 1992, Barcelona      | Indonezja        | Susi Susanti   | Korea Południowa | Bang Soo-hyun          |              | Huang Hua                | [ 2 ]  |
| 1992, Barcelona      | Indonezja        | Susi Susanti   | Korea Południowa | Bang Soo-hyun          | Tang Jiuhong |                          | [ 2 ]  |
| 1996, Atlanta        | Korea Południowa | Bang Soo-hyun  | Indonezja        | Mia Audina             | Indonezja    | Susi Susanti             | [ 3 ]  |
| 2000, Sydney         |                  | Gong Zhichao   | Dania            | Camilla Martin         |              | Ye Zhaoying              | [ 4 ]  |
| 2004, Ateny          |                  | Zhang Ning     | Holandia         | Mia Audina             |              | Zhou Mi                  | [ 5 ]  |
| 2008, Pekin          |                  | Zhang Ning     |                  | Xie Xingfang           | Indonezja    | Maria Kristin Yulianti   | [ 6 ]  |
| 2012, Londyn         |                  | Li Xuerui      |                  | Wang Yihan             | Indie        | Saina Nehwal             | [ 7 ]  |
| 2016, Rio de Janeiro | Hiszpania        | Carolina Marín | Indie            | Pusarla Venkata Sindhu | Japonia      | Nozomi Okuhara           | [ 8 ]  |
| 2021, Tokio          |                  | Chen Yufei     |                  | Tai Tzu-ying           | Indie        | Pusarla Venkata Sindhu   | [ 9 ]  |
| 2024, Paryż          | Korea Południowa | An Se-young    |                  | He Bingjiao            | Indonezja    | Gregoria Mariska Tunjung | [ 10 ] |

### Gra podwójna kobiet
W poniższej tabeli przedstawiono wszystkie medalistki igrzysk olimpijskich w grze podwójnej kobiet w latach 1992–2024.
| Rok i miejsce        |                  | Złoto                              |                      | Srebro                                    |                  | Brąz                             | Źr.    |
| -------------------- | ---------------- | ---------------------------------- | -------------------- | ----------------------------------------- | ---------------- | -------------------------------- | ------ |
| 1992, Barcelona      | Korea Południowa | Chung So-young / Hwang Hye-young   |                      | Guan Weizhen / Nong Qunhua                | Korea Południowa | Gil Young-ah / Shim Eun-jung     | [ 11 ] |
| 1992, Barcelona      | Korea Południowa | Chung So-young / Hwang Hye-young   | Lin Yanfen / Yao Fen | Guan Weizhen / Nong Qunhua                |                  |                                  | [ 11 ] |
| 1996, Atlanta        |                  | Gu Fei / Gu Jun                    | Korea Południowa     | Gil Young-ah / Jang Hye-ock               |                  | Qin Yiyuan / Tang Yongshu        | [ 12 ] |
| 2000, Sydney         |                  | Gu Fei / Gu Jun                    |                      | Huang Nanyan / Yang Wei                   |                  | Gao Ling / Qin Yiyuan            | [ 13 ] |
| 2004, Ateny          |                  | Yang Wei / Zhang Jiewen            |                      | Gao Ling / Huang Sui                      | Korea Południowa | Lee Kyung-won / Ra Kyung-min     | [ 14 ] |
| 2008, Pekin          |                  | Du Jing / Yu Yang                  | Korea Południowa     | Lee Hyo-jung / Lee Kyung-won              |                  | Wei Yili / Zhang Yawen           | [ 15 ] |
| 2012, Londyn         |                  | Tian Qing / Zhao Yunlei            | Japonia              | Mizuki Fujii / Reika Kakiiwa              | Rosja            | Walerija Sorokina / Nina Wisłowa | [ 16 ] |
| 2016, Rio de Janeiro | Japonia          | Misaki Matsutomo / Ayaka Takahashi | Dania                | Christinna Pedersen / Kamilla Rytter Juhl | Korea Południowa | Jung Kyung-eun / Shin Seung-chan | [ 17 ] |
| 2021, Tokio          | Indonezja        | Greysia Polii / Apriyani Rahayu    |                      | Chen Qingchen / Jia Yifan                 | Korea Południowa | Kim So-yeong / Kong Hee-yong     | [ 18 ] |
| 2024, Paryż          |                  | Chen Qingchen / Jia Yifan          |                      | Liu Shengshu / Tan Ning                   | Japonia          | Nami Matsuyama / Chiharu Shida   | [ 19 ] |

### Gra pojedyncza mężczyzn
W poniższej tabeli przedstawiono wszystkich medalistów igrzysk olimpijskich w grze pojedynczej mężczyzn w latach 1992–2024.
| Rok i miejsce        |           | Złoto                  |                  | Srebro             |           | Brąz                   | Źr.    |
| -------------------- | --------- | ---------------------- | ---------------- | ------------------ | --------- | ---------------------- | ------ |
| 1992, Barcelona      | Indonezja | Alan Budikusuma        | Indonezja        | Ardy Wiranata      | Dania     | Thomas Stuer-Lauridsen | [ 20 ] |
| 1992, Barcelona      | Indonezja | Alan Budikusuma        | Indonezja        | Ardy Wiranata      | Indonezja | Hermawan Susanto       | [ 20 ] |
| 1996, Atlanta        | Dania     | Poul-Erik Høyer Larsen |                  | Dong Jiong         | Malezja   | Rashid Sidek           | [ 21 ] |
| 2000, Sydney         |           | Ji Xinpeng             | Indonezja        | Hendrawan          |           | Xia Xuanze             | [ 22 ] |
| 2004, Ateny          | Indonezja | Taufik Hidayat         | Korea Południowa | Shon Seung-mo      | Indonezja | Sony Dwi Kuncoro       | [ 23 ] |
| 2008, Pekin          |           | Lin Dan                | Malezja          | Lee Chong Wei      |           | Chen Jin               | [ 24 ] |
| 2012, Londyn         |           | Lin Dan                | Malezja          | Lee Chong Wei      |           | Chen Long              | [ 25 ] |
| 2016, Rio de Janeiro |           | Chen Long              | Malezja          | Lee Chong Wei      | Dania     | Viktor Axelsen         | [ 26 ] |
| 2021, Tokio          | Dania     | Viktor Axelsen         |                  | Chen Long          | Indonezja | Anthony Ginting        | [ 27 ] |
| 2024, Paryż          | Dania     | Viktor Axelsen         | Tajlandia        | Kunlavut Vitidsarn | Malezja   | Lee Zii Jia            | [ 28 ] |

### Gra podwójna mężczyzn
W poniższej tabeli przedstawiono wszystkich medalistów igrzysk olimpijskich w grze podwójnej mężczyzn w latach 1992–2024.
| Rok i miejsce        |                  | Złoto                         |                  | Srebro                         |                  | Brąz                              | Źr.    |
| -------------------- | ---------------- | ----------------------------- | ---------------- | ------------------------------ | ---------------- | --------------------------------- | ------ |
| 1992, Barcelona      | Korea Południowa | Kim Moon-soo / Park Joo-bong  | Indonezja        | Rudy Gunawan / Eddy Hartono    |                  | Li Yongbo / Tian Bingyi           | [ 29 ] |
| 1992, Barcelona      | Korea Południowa | Kim Moon-soo / Park Joo-bong  | Indonezja        | Rudy Gunawan / Eddy Hartono    | Malezja          | Jalani Sidek / Razif Sidek        | [ 29 ] |
| 1996, Atlanta        | Indonezja        | Rexy Mainaky / Ricky Subagja  | Malezja          | Cheah Soon Kit / Yap Kim Hock  | Indonezja        | Antonius Ariantho / Denny Kantono | [ 30 ] |
| 2000, Sydney         | Indonezja        | Tony Gunawan / Candra Wijaya  | Korea Południowa | Lee Dong-soo / Yoo Yong-sung   | Korea Południowa | Ha Tae-kwon / Kim Dong-moon       | [ 31 ] |
| 2004, Ateny          | Korea Południowa | Ha Tae-kwon / Kim Dong-moon   | Korea Południowa | Lee Dong-soo / Yoo Yong-sung   | Indonezja        | Eng Hian / Flandy Limpele         | [ 32 ] |
| 2008, Pekin          | Indonezja        | Markis Kido / Hendra Setiawan |                  | Cai Yun / Fu Haifeng           | Korea Południowa | Hwang Ji-man / Lee Jae-jin        | [ 33 ] |
| 2012, Londyn         |                  | Cai Yun / Fu Haifeng          | Dania            | Mathias Boe / Carsten Mogensen | Korea Południowa | Jung Jae-sung / Lee Yong-dae      | [ 34 ] |
| 2016, Rio de Janeiro |                  | Fu Haifeng / Zhang Nan        | Malezja          | Goh V Shem / Tan Wee Kiong     | Wielka Brytania  | Marcus Ellis / Chris Langridge    | [ 35 ] |
| 2021, Tokio          |                  | Lee Yang / Wang Chi-Lin       |                  | Li Junhui / Liu Yuchen         | Malezja          | Aaron Chia / Soh Wooi Yik         | [ 36 ] |
| 2024, Paryż          |                  | Lee Yang / Wang Chi-Lin       |                  | Liang Weikeng / Wang Chang     | Malezja          | Aaron Chia / Soh Wooi Yik         | [ 37 ] |

### Gra mieszana
W poniższej tabeli przedstawiono wszystkich medalistów igrzysk olimpijskich w grze mieszanej w latach 1996–2024.
| Rok i miejsce        |                  | Złoto                          |                  | Srebro                          |                 | Brąz                                  | Źr.    |
| -------------------- | ---------------- | ------------------------------ | ---------------- | ------------------------------- | --------------- | ------------------------------------- | ------ |
| 1996, Atlanta        | Korea Południowa | Gil Young-ah / Kim Dong-moon   | Korea Południowa | Park Joo-bong / Ra Kyung-min    |                 | Liu Jianjun / Sun Man                 | [ 38 ] |
| 2000, Sydney         |                  | Gao Ling / Zhang Jun           | Indonezja        | Tri Kusharjanto / Minarti Timur | Wielka Brytania | Simon Archer / Joanne Goode           | [ 39 ] |
| 2004, Ateny          |                  | Gao Ling / Zhang Jun           | Wielka Brytania  | Gail Emms / Nathan Robertson    | Dania           | Jens Eriksen / Mette Schjoldager      | [ 40 ] |
| 2008, Pekin          | Korea Południowa | Lee Hyo-jung / Lee Yong-dae    | Indonezja        | Lilyana Natsir / Nova Widianto  |                 | He Hanbin / Yu Yang                   | [ 41 ] |
| 2012, Londyn         |                  | Zhang Nan / Zhao Yunlei        |                  | Xu Chen / Ma Jin                | Dania           | Joachim Fischer / Christinna Pedersen | [ 42 ] |
| 2016, Rio de Janeiro | Indonezja        | Tontowi Ahmad / Lilyana Natsir | Malezja          | Chan Peng Soon / Goh Liu Ying   |                 | Zhang Nan / Zhao Yunlei               | [ 43 ] |
| 2021, Tokio          |                  | Huang Dongping / Wang Yilyu    |                  | Huang Yaqiong / Zheng Siwei     | Japonia         | Arisa Higashino / Yuta Watanabe       | [ 44 ] |
| 2024, Paryż          |                  | Huang Yaqiong / Zheng Siwei    | Korea Południowa | Jeong Na-eun / Kim Won-ho       | Japonia         | Arisa Higashino / Yuta Watanabe       | [ 45 ] |

## Turnieje nieoficjalne (pokazowe)
W 1972 i 1988 roku podczas igrzysk olimpijskich rozegrane zostały nieoficjalne turnieje pokazowe w badmintonie, które nie były zaliczane do klasyfikacji medalowej. W tabelach przedstawiono podia tych turniejów.

### 1972
Podczas igrzysk w 1972 roku zorganizowano pierwszy turniej pokazowy w badmintonie. Rozegrano wówczas wszystkie obecnie występujące konkurencje z wyjątkiem gry podwójnej kobiet.
| Konkurencja             |                 | I miejsce                        |           | II miejsce                  |                                  | III miejsce                     | Źr.    |
| ----------------------- | --------------- | -------------------------------- | --------- | --------------------------- | -------------------------------- | ------------------------------- | ------ |
| Gra pojedyncza kobiet   |                 | Noriko Nakayama                  | Indonezja | Utami Dewi                  | Wielka Brytania                  | Gillian Gilks                   | [ 46 ] |
| Gra pojedyncza kobiet   | Hiroe Yuki      | Noriko Nakayama                  | Indonezja | Utami Dewi                  |                                  |                                 | [ 46 ] |
| Gra pojedyncza mężczyzn | Indonezja       | Rudy Hartono                     | Dania     | Svend Pri                   |                                  | Wolfgang Bochow                 | [ 47 ] |
| Gra pojedyncza mężczyzn | Indonezja       | Rudy Hartono                     | Dania     | Svend Pri                   | Szwecja                          | Sture Johnsson                  | [ 47 ] |
| Gra podwójna mężczyzn   | Indonezja       | Ade Chandra / Christian Hadinata | Malezja   | Punch Gunalan / Ng Boon Bee |                                  | Willi Braun / Roland Maywald    | [ 48 ] |
| Gra podwójna mężczyzn   | Indonezja       | Ade Chandra / Christian Hadinata | Malezja   | Punch Gunalan / Ng Boon Bee | Wielka Brytania                  | Elliot Stuart / Derek Talbot    | [ 48 ] |
| Gra mieszana            | Wielka Brytania | Gillian Gilks / Derek Talbot     | Dania     | Svend Pri / Ulla Strand     | Indonezja                        | Christian Hadinata / Utami Dewi | [ 49 ] |
| Gra mieszana            | Wielka Brytania | Gillian Gilks / Derek Talbot     | Dania     | Svend Pri / Ulla Strand     | Roland Maywald / Brigitte Steden |                                 | [ 49 ] |

### 1988
Podczas igrzysk w 1988 roku ponownie zorganizowano turniej pokazowy, na którym rozegrano wszystkie obecnie występujące konkurencje. Po tym turnieju badminton na stałe włączono w program igrzysk jako dyscyplinę medalową.
| Konkurencja             |                  | I miejsce                       |                  | II miejsce                   |                  | III miejsce                     | Źr.    |
| ----------------------- | ---------------- | ------------------------------- | ---------------- | ---------------------------- | ---------------- | ------------------------------- | ------ |
| Gra pojedyncza kobiet   | Korea Południowa | Hwang Hye-young                 |                  | Han Aiping                   |                  | Sumiko Kitada                   | [ 50 ] |
| Gra podwójna kobiet     | Korea Południowa | Chung So-young / Kim Yun-ja     |                  | Guan Weizhen / Lin Ying      | Dania            | Dorte Kjær / Nettie Nielsen     | [ 51 ] |
| Gra pojedyncza mężczyzn |                  | Yang Yang                       | Indonezja        | Icuk Sugiarto                | Korea Południowa | Park Sung-bae                   | [ 52 ] |
| Gra podwójna mężczyzn   |                  | Li Yongbo / Tian Bingyi         | Korea Południowa | Lee Sang-bok / Lee Kwang-jin |                  | Shuji Matsuno / Shinji Matsuura | [ 53 ] |
| Gra mieszana            | Korea Południowa | Chung Myung-hee / Park Joo-bong |                  | Shi Fangjing / Ulla Strand   | Hongkong         | Amy Chan / Chan Chi Choi        | [ 54 ] |

## Klasyfikacje medalowe

### Klasyfikacja zawodników
W poniższym zestawieniu ujęto klasyfikację zawodników, którzy zdobyli przynajmniej jeden medal olimpijski w badmintonie. W przypadku, gdy dwóch lub więcej zawodników zdobyło tę samą liczbę medali wszystkich kolorów, wzięto pod uwagę najpierw kolejność chronologiczną, a następnie porządek alfabetyczny.
| Miejsce | Zawodnik               | Reprezentacja    | Lata      | Złoto | Srebro | Brąz | Razem |
| ------- | ---------------------- | ---------------- | --------- | ----- | ------ | ---- | ----- |
| 1.      | Fu Haifeng             | ChRL             | 2008–2016 | 2     | 1      | –    | 3     |
| 2.      | Kim Dong-moon          | Korea Południowa | 1996–2004 | 2     | –      | 1    | 3     |
| 2.      | Zhang Nan              | ChRL             | 2012–2016 | 2     | –      | 1    | 3     |
| 2.      | Viktor Axelsen         | Dania            | 2016–2024 | 2     | –      | 1    | 3     |
| 5.      | Zhang Jun              | ChRL             | 2000–2004 | 2     | –      | –    | 2     |
| 5.      | Lin Dan                | ChRL             | 2008–2012 | 2     | –      | –    | 2     |
| 5.      | Lee Yang               | Chińskie Tajpej  | 2021–2024 | 2     | –      | –    | 2     |
| 5.      | Wang Chi-Lin           | Chińskie Tajpej  | 2021–2024 | 2     | –      | –    | 2     |
| 9.      | Chen Long              | ChRL             | 2012–2021 | 1     | 1      | 1    | 3     |
| 10.     | Park Joo-bong          | Korea Południowa | 1992–1996 | 1     | 1      | –    | 2     |
| 10.     | Cai Yun                | ChRL             | 2008–2012 | 1     | 1      | –    | 2     |
| 10.     | Zheng Siwei            | ChRL             | 2021–2024 | 1     | 1      | –    | 2     |
| 13.     | Ha Tae-kwon            | Korea Południowa | 2000–2004 | 1     | –      | 1    | 2     |
| 13.     | Lee Yong-dae           | Korea Południowa | 2008–2012 | 1     | –      | 1    | 2     |
| 15.     | Alan Budikusuma        | Indonezja        | 1992      | 1     | –      | –    | 1     |
| 15.     | Kim Moon-soo           | Korea Południowa | 1992      | 1     | –      | –    | 1     |
| 15.     | Poul-Erik Høyer Larsen | Dania            | 1996      | 1     | –      | –    | 1     |
| 15.     | Rexy Mainaky           | Indonezja        | 1996      | 1     | –      | –    | 1     |
| 15.     | Ricky Subagja          | Indonezja        | 1996      | 1     | –      | –    | 1     |
| 15.     | Tony Gunawan           | Indonezja        | 2000      | 1     | –      | –    | 1     |
| 15.     | Ji Xinpeng             | ChRL             | 2000      | 1     | –      | –    | 1     |
| 15.     | Candra Wijaya          | Indonezja        | 2000      | 1     | –      | –    | 1     |
| 15.     | Taufik Hidayat         | Indonezja        | 2004      | 1     | –      | –    | 1     |
| 15.     | Markis Kido            | Indonezja        | 2008      | 1     | –      | –    | 1     |
| 15.     | Hendra Setiawan        | Indonezja        | 2008      | 1     | –      | –    | 1     |
| 15.     | Tontowi Ahmad          | Indonezja        | 2016      | 1     | –      | –    | 1     |
| 15.     | Lee Yang               | Chińskie Tajpej  | 2021      | 1     | –      | –    | 1     |
| 15.     | Wang Chi-Lin           | Chińskie Tajpej  | 2021      | 1     | –      | –    | 1     |
| 15.     | Wang Yilyu             | ChRL             | 2021      | 1     | –      | –    | 1     |
| 30.     | Lee Chong Wei          | Malezja          | 2008–2016 | –     | 3      | –    | 3     |
| 31.     | Lee Dong-soo           | Korea Południowa | 2000–2004 | –     | 2      | –    | 2     |
| 31.     | Yoo Yong-sung          | Korea Południowa | 2000–2004 | –     | 2      | –    | 2     |
| 33.     | Rudy Gunawan           | Indonezja        | 1992      | –     | 1      | –    | 1     |
| 33.     | Eddy Hartono           | Indonezja        | 1992      | –     | 1      | –    | 1     |
| 33.     | Ardy Wiranata          | Indonezja        | 1992      | –     | 1      | –    | 1     |
| 33.     | Cheah Soon Kit         | Malezja          | 1996      | –     | 1      | –    | 1     |
| 33.     | Dong Jiong             | ChRL             | 1996      | –     | 1      | –    | 1     |
| 33.     | Yap Kim Hock           | Malezja          | 1996      | –     | 1      | –    | 1     |
| 33.     | Hendrawan              | Indonezja        | 2000      | –     | 1      | –    | 1     |
| 33.     | Tri Kusharjanto        | Indonezja        | 2000      | –     | 1      | –    | 1     |
| 33.     | Nathan Robertson       | Wielka Brytania  | 2004      | –     | 1      | –    | 1     |
| 33.     | Shon Seung-mo          | Korea Południowa | 2004      | –     | 1      | –    | 1     |
| 33.     | Nova Widianto          | Indonezja        | 2008      | –     | 1      | –    | 1     |
| 33.     | Mathias Boe            | Dania            | 2012      | –     | 1      | –    | 1     |
| 33.     | Carsten Mogensen       | Dania            | 2012      | –     | 1      | –    | 1     |
| 33.     | Xu Chen                | ChRL             | 2012      | –     | 1      | –    | 1     |
| 33.     | Chan Peng Soon         | Malezja          | 2016      | –     | 1      | –    | 1     |
| 33.     | Goh V Shem             | Malezja          | 2016      | –     | 1      | –    | 1     |
| 33.     | Tan Wee Kiong          | Malezja          | 2016      | –     | 1      | –    | 1     |
| 33.     | Li Junhui              | ChRL             | 2021      | –     | 1      | –    | 1     |
| 33.     | Liu Yuchen             | ChRL             | 2021      | –     | 1      | –    | 1     |
| 33.     | Kim Won-ho             | Korea Południowa | 2024      | –     | 1      | –    | 1     |
| 33.     | Liang Weikeng          | ChRL             | 2024      | –     | 1      | –    | 1     |
| 33.     | Kunlavut Vitidsarn     | Tajlandia        | 2024      | –     | 1      | –    | 1     |
| 33.     | Wang Chang             | ChRL             | 2024      | –     | 1      | –    | 1     |
| 56.     | Aaron Chia             | Malezja          | 2021–2024 | –     | –      | 2    | 2     |
| 56.     | Soh Wooi Yik           | Malezja          | 2021–2024 | –     | –      | 2    | 2     |
| 56.     | Yuta Watanabe          | Japonia          | 2021–2024 | –     | –      | 2    | 2     |
| 59.     | Li Yongbo              | ChRL             | 1992      | –     | –      | 1    | 1     |
| 59.     | Jalani Sidek           | Malezja          | 1992      | –     | –      | 1    | 1     |
| 59.     | Razif Sidek            | Malezja          | 1992      | –     | –      | 1    | 1     |
| 59.     | Thomas Stuer-Lauridsen | Dania            | 1992      | –     | –      | 1    | 1     |
| 59.     | Hermawan Susanto       | Indonezja        | 1992      | –     | –      | 1    | 1     |
| 59.     | Tian Bingyi            | ChRL             | 1992      | –     | –      | 1    | 1     |
| 59.     | Antonius Ariantho      | Indonezja        | 1996      | –     | –      | 1    | 1     |
| 59.     | Denny Kantono          | Indonezja        | 1996      | –     | –      | 1    | 1     |
| 59.     | Liu Jianjun            | ChRL             | 1996      | –     | –      | 1    | 1     |
| 59.     | Rashid Sidek           | Malezja          | 1996      | –     | –      | 1    | 1     |
| 59.     | Simon Archer           | Wielka Brytania  | 2000      | –     | –      | 1    | 1     |
| 59.     | Xia Xuanze             | ChRL             | 2000      | –     | –      | 1    | 1     |
| 59.     | Jens Eriksen           | Dania            | 2004      | –     | –      | 1    | 1     |
| 59.     | Eng Hian               | Indonezja        | 2004      | –     | –      | 1    | 1     |
| 59.     | Flandy Limpele         | Indonezja        | 2004      | –     | –      | 1    | 1     |
| 59.     | Sony Dwi Kuncoro       | Indonezja        | 2004      | –     | –      | 1    | 1     |
| 59.     | Chen Jin               | ChRL             | 2008      | –     | –      | 1    | 1     |
| 59.     | He Hanbin              | ChRL             | 2008      | –     | –      | 1    | 1     |
| 59.     | Hwang Ji-man           | Korea Południowa | 2008      | –     | –      | 1    | 1     |
| 59.     | Lee Jae-jin            | Korea Południowa | 2008      | –     | –      | 1    | 1     |
| 59.     | Joachim Fischer        | Dania            | 2012      | –     | –      | 1    | 1     |
| 59.     | Jung Jae-sung          | Korea Południowa | 2012      | –     | –      | 1    | 1     |
| 59.     | Marcus Ellis           | Wielka Brytania  | 2016      | –     | –      | 1    | 1     |
| 59.     | Chris Langridge        | Wielka Brytania  | 2016      | –     | –      | 1    | 1     |
| 59.     | Aaron Chia             | Malezja          | 2021      | –     | –      | 1    | 1     |
| 59.     | Anthony Ginting        | Indonezja        | 2021      | –     | –      | 1    | 1     |
| 59.     | Soh Wooi Yik           | Malezja          | 2021      | –     | –      | 1    | 1     |
| 59.     | Lee Zii Jia            | Malezja          | 2024      | –     | –      | 1    | 1     |

### Klasyfikacja zawodniczek
W poniższym zestawieniu ujęto klasyfikację zawodniczek, które zdobyły przynajmniej jeden medal olimpijski w badmintonie. W przypadku, gdy dana zawodniczka zdobywała medale dla dwóch lub więcej reprezentacji, podano wszystkie, w barwach których startowała. W przypadku, gdy dwie lub więcej zawodniczek zdobyło tę samą liczbę medali wszystkich kolorów, wzięto pod uwagę najpierw kolejność chronologiczną, a następnie porządek alfabetyczny.
| Miejsce | Zawodniczka              | Reprezentacja      | Lata      | Złoto | Srebro | Brąz | Razem |
| ------- | ------------------------ | ------------------ | --------- | ----- | ------ | ---- | ----- |
| 1.      | Gao Ling                 | ChRL               | 2000–2008 | 2     | 1      | 1    | 4     |
| 2.      | Zhao Yunlei              | ChRL               | 2012–2016 | 2     | –      | 1    | 3     |
| 3.      | Gu Fei                   | ChRL               | 1996–2000 | 2     | –      | –    | 2     |
| 3.      | Gu Jun                   | ChRL               | 1996–2000 | 2     | –      | –    | 2     |
| 3.      | Zhang Ning               | ChRL               | 2004–2008 | 2     | –      | –    | 2     |
| 6.      | Gil Young-ah             | Korea Południowa   | 1992–1996 | 1     | 1      | 1    | 3     |
| 7.      | Bang Soo-hyun            | Korea Południowa   | 1992–1996 | 1     | 1      | –    | 2     |
| 7.      | Yang Wei                 | ChRL               | 2000–2004 | 1     | 1      | –    | 2     |
| 7.      | Lee Hyo-jung             | Korea Południowa   | 2008      | 1     | 1      | –    | 2     |
| 7.      | Lilyana Natsir           | Indonezja          | 2008–2016 | 1     | 1      | –    | 2     |
| 11.     | Chen Qingchen            | ChRL               | 2021–2024 | 1     | 1      | –    | 2     |
| 11.     | Jia Yifan                | ChRL               | 2021–2024 | 1     | 1      | –    | 2     |
| 11.     | Huang Yaqiong            | ChRL               | 2021–2024 | 1     | 1      | –    | 2     |
| 14.     | Susi Susanti             | Indozneja          | 1992–1996 | 1     | –      | 1    | 2     |
| 14.     | Yu Yang                  | ChRL               | 2008      | 1     | –      | 1    | 2     |
| 16.     | Chung So-young           | Korea Południowa   | 1992      | 1     | –      | –    | 1     |
| 16.     | Hwang Hye-young          | Korea Południowa   | 1992      | 1     | –      | –    | 1     |
| 16.     | Gong Zhichao             | ChRL               | 2000      | 1     | –      | –    | 1     |
| 16.     | Zhang Jiewen             | ChRL               | 2004      | 1     | –      | –    | 1     |
| 16.     | Du Jing                  | ChRL               | 2008      | 1     | –      | –    | 1     |
| 16.     | Li Xuerui                | ChRL               | 2012      | 1     | –      | –    | 1     |
| 16.     | Tian Qing                | ChRL               | 2012      | 1     | –      | –    | 1     |
| 16.     | Carolina Marín           | Hiszpania          | 2016      | 1     | –      | –    | 1     |
| 16.     | Misaki Matsutomo         | Japonia            | 2016      | 1     | –      | –    | 1     |
| 16.     | Ayaka Takahashi          | Japonia            | 2016      | 1     | –      | –    | 1     |
| 16.     | Chen Yufei               | Chiny              | 2021      | 1     | –      | –    | 1     |
| 16.     | Huang Dongping           | Chiny              | 2021      | 1     | –      | –    | 1     |
| 16.     | Greysia Polii            | Indonezja          | 2021      | 1     | –      | –    | 1     |
| 16.     | Apriyani Rahayu          | Indonezja          | 2021      | 1     | –      | –    | 1     |
| 16.     | An Se-young              | Korea Południowa   | 2024      | 1     | –      | –    | 1     |
| 31.     | Mia Audina               | Indozneja Holandia | 1996–2004 | –     | 2      | –    | 2     |
| 32.     | Ra Kyung-min             | Korea Południowa   | 1996–2004 | –     | 1      | 1    | 2     |
| 32.     | Lee Kyung-won            | Korea Południowa   | 2004–2008 | –     | 1      | 1    | 2     |
| 32.     | Christinna Pedersen      | Dania              | 2012–2016 | –     | 1      | 1    | 2     |
| 32.     | Pusarla Venkata Sindhu   | Indie              | 2016–2021 | –     | 1      | 1    | 2     |
| 36.     | Guan Weizhen             | ChRL               | 1992      | –     | 1      | –    | 1     |
| 36.     | Nong Qunhua              | ChRL               | 1992      | –     | 1      | –    | 1     |
| 36.     | Jang Hye-ock             | Korea Południowa   | 1996      | –     | 1      | –    | 1     |
| 36.     | Huang Nanyan             | ChRL               | 2000      | –     | 1      | –    | 1     |
| 36.     | Camilla Martin           | Dania              | 2000      | –     | 1      | –    | 1     |
| 36.     | Minarti Timur            | Indonezja          | 2000      | –     | 1      | –    | 1     |
| 36.     | Gail Emms                | Wielka Brytania    | 2004      | –     | 1      | –    | 1     |
| 36.     | Huang Sui                | ChRL               | 2004      | –     | 1      | –    | 1     |
| 36.     | Xie Xingfang             | ChRL               | 2008      | –     | 1      | –    | 1     |
| 36.     | Mizuki Fujii             | Japonia            | 2012      | –     | 1      | –    | 1     |
| 36.     | Reika Kakiiwa            | Japonia            | 2012      | –     | 1      | –    | 1     |
| 36.     | Ma Jin                   | ChRL               | 2012      | –     | 1      | –    | 1     |
| 36.     | Wang Yihan               | ChRL               | 2012      | –     | 1      | –    | 1     |
| 36.     | Goh Liu Ying             | Malezja            | 2016      | –     | 1      | –    | 1     |
| 36.     | Kamilla Rytter Juhl      | Dania              | 2016      | –     | 1      | –    | 1     |
| 36.     | Chen Qingchen            | ChRL               | 2021      | –     | 1      | –    | 1     |
| 36.     | Jia Yifan                | ChRL               | 2021      | –     | 1      | –    | 1     |
| 36.     | Tai Tzu-Ying             | Chińskie Tajpej    | 2021      | –     | 1      | –    | 1     |
| 36.     | He Bingjiao              | ChRL               | 2024      | –     | 1      | –    | 1     |
| 36.     | Jeong Na-eun             | Korea Południowa   | 2024      | –     | 1      | –    | 1     |
| 36.     | Liu Shengshu             | ChRL               | 2024      | –     | 1      | –    | 1     |
| 36.     | Tan Ning                 | ChRL               | 2024      | –     | 1      | –    | 1     |
| 58.     | Qin Yiyuan               | ChRL               | 1996–2000 | –     | –      | 2    | 2     |
| 58.     | Arisa Higashino          | Japonia            | 2021–2024 | –     | –      | 2    | 2     |
| 60.     | Huang Hua                | ChRL               | 1992      | –     | –      | 1    | 1     |
| 60.     | Lin Yanfen               | ChRL               | 1992      | –     | –      | 1    | 1     |
| 60.     | Shim Eun-jung            | Korea Południowa   | 1992      | –     | –      | 1    | 1     |
| 60.     | Tang Jiuhong             | ChRL               | 1992      | –     | –      | 1    | 1     |
| 60.     | Yao Fen                  | ChRL               | 1992      | –     | –      | 1    | 1     |
| 60.     | Sun Man                  | ChRL               | 1996      | –     | –      | 1    | 1     |
| 60.     | Tang Yongshu             | ChRL               | 1996      | –     | –      | 1    | 1     |
| 60.     | Joanne Goode             | Wielka Brytania    | 2000      | –     | –      | 1    | 1     |
| 60.     | Ye Zhaoying              | ChRL               | 2000      | –     | –      | 1    | 1     |
| 60.     | Mette Schjoldager        | Dania              | 2004      | –     | –      | 1    | 1     |
| 60.     | Zhou Mi                  | ChRL               | 2004      | –     | –      | 1    | 1     |
| 60.     | Wei Yili                 | ChRL               | 2008      | –     | –      | 1    | 1     |
| 60.     | Maria Kristin Yulianti   | Indonezja          | 2008      | –     | –      | 1    | 1     |
| 60.     | Zhang Yawen              | ChRL               | 2008      | –     | –      | 1    | 1     |
| 60.     | Saina Nehwal             | Indie              | 2012      | –     | –      | 1    | 1     |
| 60.     | Walerija Sorokina        | Rosja              | 2012      | –     | –      | 1    | 1     |
| 60.     | Nina Wisłowa             | Rosja              | 2012      | –     | –      | 1    | 1     |
| 60.     | Jung Kyung-eun           | Korea Południowa   | 2016      | –     | –      | 1    | 1     |
| 60.     | Nozomi Okuhara           | Japonia            | 2016      | –     | –      | 1    | 1     |
| 60.     | Shin Seung-chan          | Korea Południowa   | 2016      | –     | –      | 1    | 1     |
| 60.     | Kim So-yeong             | Korea Południowa   | 2021      | –     | –      | 1    | 1     |
| 60.     | Kong Hee-yong            | Korea Południowa   | 2021      | –     | –      | 1    | 1     |
| 60.     | Nami Matsuyama           | Japonia            | 2024      | –     | –      | 1    | 1     |
| 60.     | Chiharu Shida            | Japonia            | 2024      | –     | –      | 1    | 1     |
| 60.     | Gregoria Mariska Tunjung | Indonezja          | 2024      | –     | –      | 1    | 1     |

### Klasyfikacja reprezentacji
Poniższa tabela przedstawia klasyfikację reprezentacji, które zdobyły przynajmniej jeden medal olimpijski w badmintonie. Uwzględniono wspólnie medale zdobyte przez mężczyzn i kobiety.
| Miejsce | Reprezentacja    | Złoto | Srebro | Brąz | Razem |
| ------- | ---------------- | ----- | ------ | ---- | ----- |
| 1.      | ChRL             | 22    | 15     | 15   | 52    |
| 2.      | Indonezja        | 8     | 6      | 8    | 22    |
| 3.      | Korea Południowa | 7     | 8      | 7    | 22    |
| 4.      | Dania            | 3     | 3      | 4    | 10    |
| 5.      | Chińskie Tajpej  | 2     | 1      | –    | 3     |
| 6.      | Japonia          | 1     | 1      | 4    | 6     |
| 7.      | Hiszpania        | 1     | –      | –    | 1     |
| 8.      | Malezja          | –     | 6      | 5    | 11    |
| 9.      | Indie            | –     | 1      | 2    | 3     |
| 9.      | Wielka Brytania  | –     | 1      | 2    | 3     |
| 11.     | Holandia         | –     | 1      | –    | 1     |
| 11.     | Tajlandia        | –     | 1      | –    | 1     |
| 13.     | Rosja            | –     | –      | 1    | 1     |

#### Klasyfikacja reprezentacji według lat
W poniższej tabeli zestawiono reprezentacje według liczby medali zdobytych w badmintonie podczas kolejnych edycji letnich igrzysk olimpijskich. Przedstawiono sumę wszystkich medali (złotych, srebrnych i brązowych) we wszystkich konkurencjach łącznie.
| Reprezentacja    | '92 | '96 | '00 | '04 | '08 | '12 | '16 | '21 | '24 | suma |
| ---------------- | --- | --- | --- | --- | --- | --- | --- | --- | --- | ---- |
| ChRL             | 5   | 4   | 8   | 5   | 8   | 8   | 3   | 6   | 5   | 52   |
| Chińskie Tajpej  | –   | –   | –   | –   | –   | –   | –   | 2   | 1   | 3    |
| Dania            | 1   | 1   | 1   | 1   | –   | 2   | 2   | 1   | 1   | 10   |
| Hiszpania        | –   | –   | –   | –   | –   | –   | 1   | –   | –   | 1    |
| Holandia         | –   | –   | –   | 1   | –   | –   | –   | –   | –   | 1    |
| Indie            | –   | –   | –   | –   | –   | 1   | 1   | 1   | –   | 3    |
| Indonezja        | 5   | 4   | 3   | 3   | 3   | –   | 1   | 2   | 1   | 22   |
| Japonia          | –   | –   | –   | –   | –   | 1   | 2   | 1   | 2   | 6    |
| Korea Południowa | 4   | 4   | 2   | 4   | 3   | 1   | 1   | 1   | 2   | 22   |
| Malezja          | 1   | 2   | –   | –   | 1   | 1   | 3   | 1   | 2   | 11   |
| Rosja            | –   | –   | –   | –   | –   | 1   | –   | –   | –   | 1    |
| Tajlandia        | –   | –   | –   | –   | –   | –   | –   | –   | 1   | 1    |
| Wielka Brytania  | –   | –   | 1   | 1   | –   | –   | 1   | –   | –   | 3    |
| Suma             | 16  | 15  | 15  | 15  | 15  | 15  | 15  | 15  | 15  | 136  |

#### Klasyfikacja reprezentacji według konkurencji
W poniższej tabeli przedstawiono liczbę medali zdobytych przez poszczególne reprezentacje w konkurencjach w badmintonie. Zastosowano następujące skróty:
- sing. – gra pojedyncza,
- deb. – gra podwójna,
- mix. – gra mieszana.

| Reprezentacja    | sing. (k) | deb. (k) | sing. (m) | deb. (m) | mix. | Suma |
| ---------------- | --------- | -------- | --------- | -------- | ---- | ---- |
| ChRL             | 12        | 15       | 9         | 6        | 10   | 52   |
| Chińskie Tajpej  | 1         | –        | –         | 2        | –    | 3    |
| Dania            | 1         | 1        | 5         | 1        | 2    | 10   |
| Hiszpania        | 1         | –        | –         | –        | –    | 1    |
| Holandia         | 1         | –        | –         | –        | –    | 1    |
| Indie            | 3         | –        | –         | –        | –    | 3    |
| Indonezja        | 5         | 1        | 7         | 6        | 3    | 22   |
| Japonia          | 1         | 3        | –         | –        | 2    | 6    |
| Korea Południowa | 3         | 7        | 1         | 7        | 4    | 22   |
| Malezja          | –         | –        | 5         | 5        | 1    | 11   |
| Rosja            | –         | 1        | –         | –        | –    | 1    |
| Tajlandia        | –         | –        | 1         | –        | –    | 1    |
| Wielka Brytania  | –         | –        | –         | 1        | 2    | 3    |
| Suma             | 28        | 28       | 28        | 28       | 24   | 136  |